# Joe Mays
Joseph Lamont Mays, detto Joe (Chicago, 6 luglio 1985), è un giocatore di football americano statunitense che gioca nel ruolo di linebacker per i San Diego Chargers della National Football League (NFL). Fu scelto nel corso del sesto giro (200º assoluto) del Draft NFL 2008 dai Philadelphia Eagles. Al college ha giocato a football alla North Dakota State University.

## Carriera

### Philadelphia Eagles
Mays fu scelto dagli Eagles nel corso del sesto giro del Draft 2008. Trascorse la maggior parte della sua stagione da rookie fuori dal campo ma disputò le ultime due partite dell'anno come membro degli special team.
Il 2 agosto 2009 il linebacker titolare degli Eagles Stewart Bradley si infortunò al legamento collaterale anteriore rimanendo fuori per tutta la stagione. Mays fu promosso nel suo ruolo ma successivamente fu superato come titolare da Omar Gaither.

### Denver Broncos
Mays fu scambiato coi Denver Broncos per il running back J.J. Arrington il 30 luglio 2010. Nella stagione 2011 disputò tutte le 16 partite, 14 delle quali come titolare, mettendo a segno un primato in carriera di 75 tackle.
Il 25 settembre 2012, Mays fu sospeso per una partita e multato di 50.000 dollari dalla NFL per un colpo sul quarterback degli Houston Texans Matt Schaub. Il 23 luglio 2013 fu svincolato dai Broncos.

### Houston Texans
Il 29 luglio 2013, Mays firmò un contratto annuale del valore di un milione di dollari con gli Houston Texans, inclusi 280.000 dollari di bonus alla firma. Con essi disputò 14 partite, tutte tranne una come titolare, mettendo a segno 67 tackle, un sack e una safety nella gara della settimana 2 vinta contro i Tennessee Titans.

### Kansas City Chiefs
Il 12 marzo 2014, Mays firmò un contratto biennale del valore di 6 milioni di dollari con i Kansas City Chiefs. Fu svincolato il 5 marzo 2015.

### New York Jets
Il 13 aprile 2015, Mays firmò con i New York Jets.

### San Diego Chargers
Il 20 ottobre 2015, Mays firmò un contratto annuale con i San Diego Chargers.

## Statistiche
| Partite totali      | 61  |
| Partite da titolare | 35  |
| Tackle              | 220 |
| Sack                | 1,5 |
| Intercetti          | 0   |
| Fumble forzati      | 1   |

Statistiche aggiornate alla stagione 2012